# Ardud
Ardud là một xã thuộc hạt Satu Mare, România. Dân số thời điểm năm 2002 là 6515 người.